# 118e méridien est
En géographie, le 118e méridien est est le méridien joignant les points de la surface de la Terre dont la longitude est égale à 118° est.

## Géographie

### Dimensions
Comme tous les autres méridiens, la longueur du 118e méridien correspond à une demi-circonférence terrestre, soit 20 003,932 km. Au niveau de l'équateur, il est distant du méridien de Greenwich de 13 136 km,.
Avec le 62e méridien ouest, il forme un grand cercle passant par les pôles géographiques terrestres.

### Régions traversées
En commençant par le pôle Nord et descendant vers le sud au pôle Sud, Le 118e méridien est passe par:
| Coordonnées           | Pays, territoire ou mer  | Notes |
| --------------------- | ------------------------ | --- |
| 90° 00′ N, 118° 00′ E | Océan Arctique           | |
| 78° 36′ N, 118° 00′ E | Mer de Laptev            | |
| 73° 35′ N, 118° 00′ E | Russie                   | République de Sakha Oblast d'Irkoutsk — à partir de 59° 34′ N, 118° 00′ E Kraï de Transbaïkalie — à partir de 58° 25′ N, 118° 00′ E |
| 49° 36′ N, 118° 00′ E | Chine                    | Mongolie Intérieure |
| 48° 02′ N, 118° 00′ E | Mongolie                 | |
| 46° 37′ N, 118° 00′ E | Chine                    | Mongolie Intérieure Hebei – sur environ 17 km à partir de 42° 25′ N, 118° 00′ E Mongolie Intérieure – sur environ 4 km à partir de 42° 16′ N, 118° 00′ E Hebei – à partir de 42° 13′ N, 118° 00′ E Tianjin – à partir de 39° 21′ N, 118° 00′ E                                                                                         |
| 39° 13′ N, 118° 00′ E | Golfe de Bohai           | |
| 38° 11′ N, 118° 00′ E | Chine                    | Shandong Jiangsu – à partir de 34° 38′ N, 118° 00′ E Anhui – à partir de 33° 45′ N, 118° 00′ E Jiangsu – à partir de 33° 22′ N, 118° 00′ E Anhui – à partir de 33° 12′ N, 118° 00′ E Jiangxi – à partir de 29° 31′ N, 118° 00′ E Fujian – à partir de 27° 59′ N, 118° 00′ E, passe juste à l'ouest de Xiamen (à 24° 27′ N, 118° 04′ E) |
| 24° 11′ N, 118° 00′ E | Mer de Chine méridionale | Passe juste à l'est du Récif de Scarborough disputé par plusieurs nations (à 15° 07′ N, 117° 51′ E) |
| 9° 14′ N, 118° 00′ E  | Philippines              | Île de Palawan |
| 8° 53′ N, 118° 00′ E  | Mer de Sulu              | |
| 6° 03′ N, 118° 00′ E  | Malaisie                 | Sabah – île de Borneo |
| 4° 13′ N, 118° 00′ E  | Mer de Célèbes           | |
| 2° 24′ N, 118° 00′ E  | Indonésie                | Kalimantan oriental – île de Borneo |
| 2° 12′ N, 118° 00′ E  | Mer de Célèbes           | |
| 1° 47′ N, 118° 00′ E  | Indonésie                | Kalimantan oriental – île de Borneo |
| 0° 47′ N, 118° 00′ E  | Détroit de Macassar      | |
| 4° 57′ S, 118° 00′ E  | Mer de Java              | Passe par de nombreuses petites iles d' Indonésie |
| 6° 59′ S, 118° 00′ E  | Mer de Florès            | Passe par de nombreuses petites iles d' Indonésie |
| 8° 06′ S, 118° 00′ E  | Indonésie                | Île de Sumbawa |
| 8° 52′ S, 118° 00′ E  | Océan indien             | |
| 20° 28′ S, 118° 00′ E | Australie                | Australie-Occidentale |
| 35° 06′ S, 118° 00′ E | Océan indien             | Les autorités australiennes considèrent cette zone comme partie de l'Océan Austral, |
| 60° 00′ S, 118° 00′ E | Océan Austral            | |
| 66° 59′ S, 118° 00′ E | Antarctique              | Territoire antarctique australien, Territoires revendiqués par l' Australie |